# Сперскайте, Ангелина Владовна
Ангелина Владовна Сперскайте (род. 11 февраля 1997, Саратов) — российская волейболистка. Нападающая-доигровщица. Чемпионка летней Универсиады 2019 года.

## Биография
Ангелина Сперскайте родилась и начала заниматься волейболом в Саратове. Тренировалась под руководством Марины Викторовны Балабановой. В 11-летнем возрасте переехала в Москву. С 2011 по 2014 год занималась в центре спорта и образования «Олимп».
Училась в Московской государственной академии физической культуры и Тамбовском государственном университете.
С 2014 по 2017 год играла за «Заречье-Одинцово» в суперлиге чемпионата России. С 2017 года выступала за «Динамо Краснодар». В 2021 заключила контракт с «Динамо-Ак Барсом», а в 2025 вернулась в «Заречье-Одинцово».
В 2013—2015 Сперскайте играла в составе юниорской и молодёжной сборных России, в составе которые принимала участие в чемпионате Европы среди девушек (2013) и молодёжных чемпионатах Европы (2014) и мира (2015).
В 2017 году в составе сборной России участвовала в 4 играх Мирового Гран-При, причём в двух из них выступала на нехарактерной для себя позиции либеро.
В июле 2019 года в составе студенческой сборной России победила на Универсиаде в Италии.

## Достижения

### Клубные
- Чемпионка России 2024;
  - серебряный призёр чемпионата России 2025.
- двукратный победитель розыгрышей Кубка России — 2021, 2024;
  - серебряный (2025) и двукратный бронзовый (2020, 2022) призёр розыгрышей Кубка России.
- обладатель Суперкубка России 2024.

### Со сборной
- Чемпионка Универсиады 2019